# HK Novi Sad
HK Nowy Sad (serb. ХК Нови Сад) – serbski klub hokejowy z siedzibą w Nowym Sadzie.